# Pfarrkirche Niederwölz

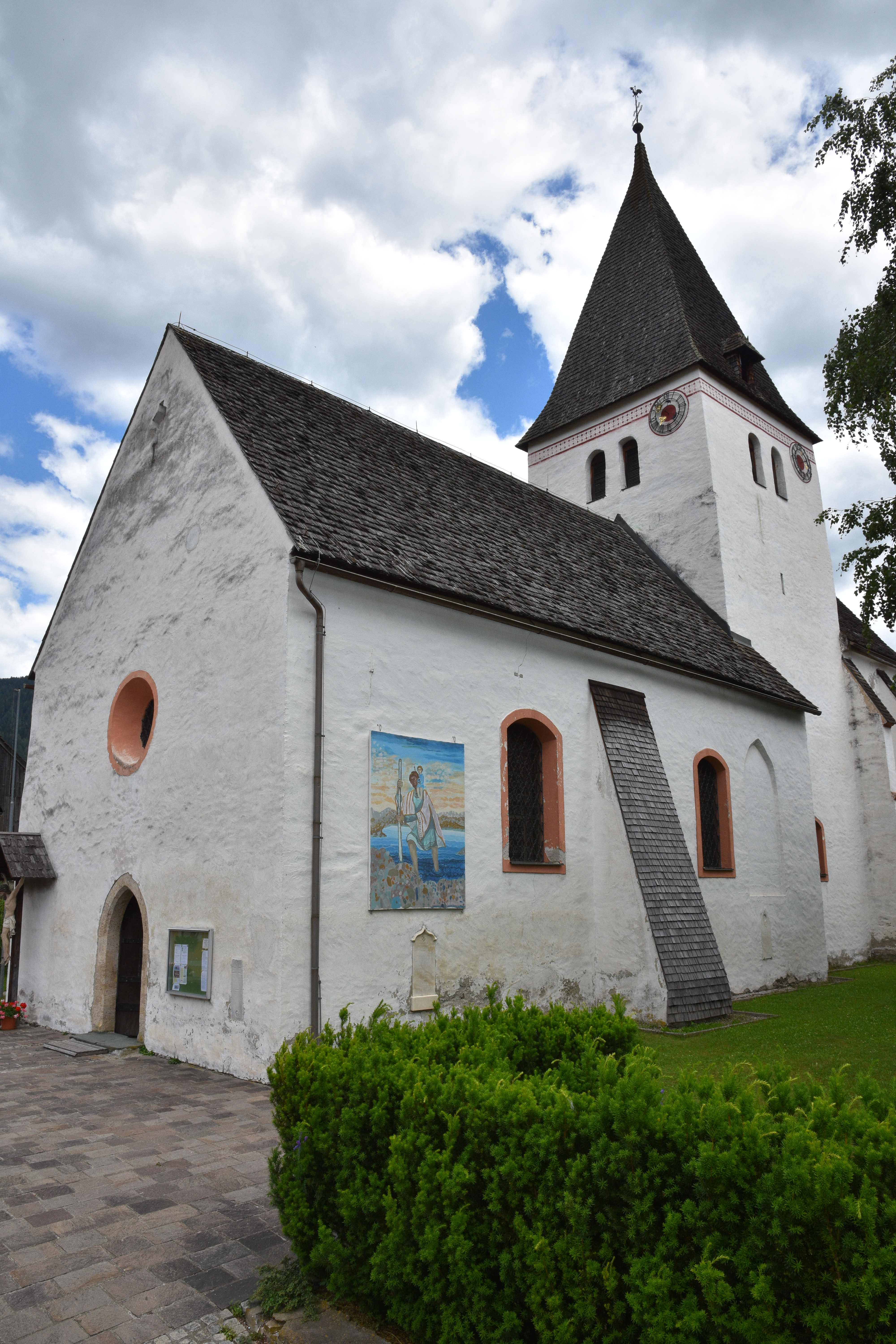
Katholische Pfarrkirche hl. Maximilian in Niederwölz

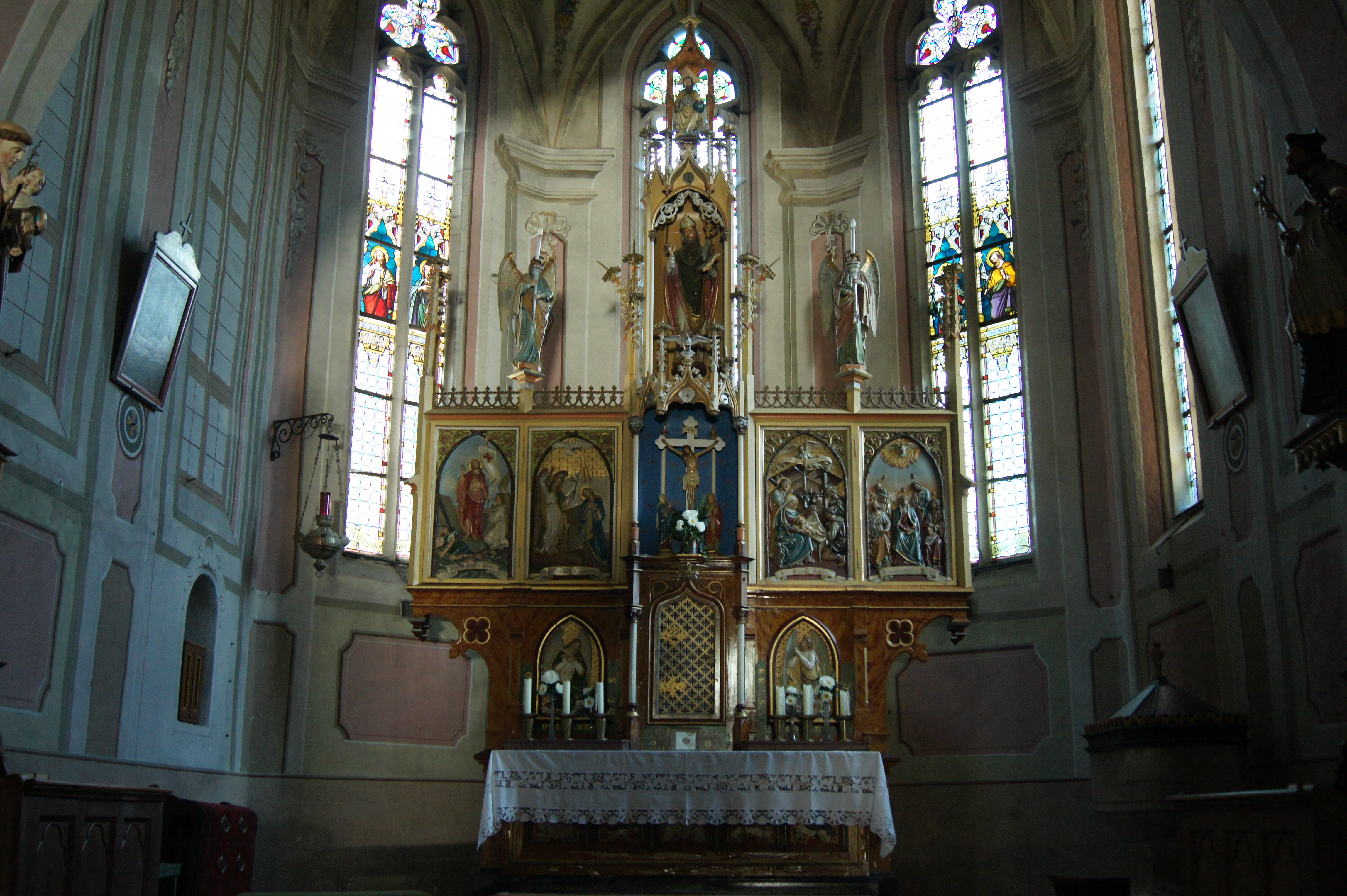
Der Chor mit dem Hochaltar

Die Pfarrkirche Niederwölz steht in der Gemeinde Niederwölz im Bezirk Murau in der Steiermark. Die dem heiligen Maximilian von Celeia geweihte römisch-katholische Pfarrkirche gehört zum Dekanat Murau in der Diözese Graz-Seckau. Die Kirche und der ehemalige Friedhof stehen unter Denkmalschutz (Listeneintrag).

## Geschichte
Eine erste Kirche von Niederwölz soll der Überlieferung zufolge bereits im Jahre 1029 durch Titularbischof Johann von Tyrus und Erzbischof von Jerusalem geweiht worden sein. 1335 wurde die Kirche im Testament Otto von Liechtenstein bedacht. Die Kirche wurde 1447 um einen neuerrichteten Chor (novo constructus) erweitert, 1449 verlieh Johannes Schallermann, Bischof von Gurk zu den neuerrichteten Altären einen Ablass.
1787 wurde die Niederwölzer Kirche, die bisher eine Filialkirche der Pfarrkirche Sankt Lorenzen bei Scheifling war, zur Pfarrkirche erhoben. Die Kirche wurde 1974 innen und 1981 außen restauriert.

## Architektur

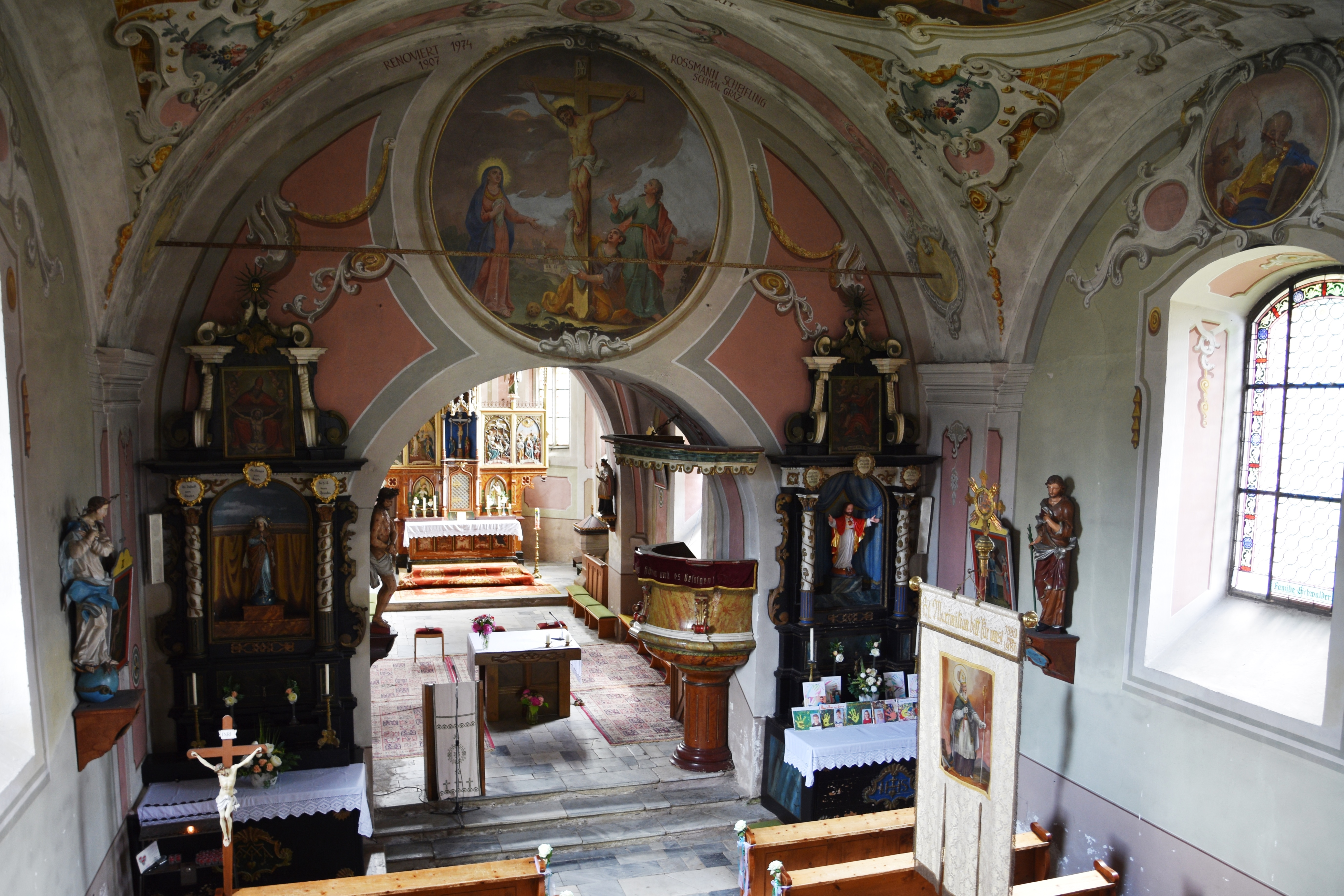
Innenansicht der Pfarrkirche

Die Niederwölzer Pfarrkirche ist eine romanische Chorturmkirche, deren zweijochiges Schiff im Innern kreuzgratgewölbt ist, das anschließende Turmjoch besitzt eine Kreuzrippenwölbung. Der 1447 anbaute, im Fünfachtelschluss endende spätgotische Chor besaß ursprünglich ein Netzgewölbe, dessen Rippen bei der Barockisierung der Kirche abgeschlagen wurden. Gleichzeitig wurde auch das Schiffsgewölbe zu einem segmentbogigen Tonnengewölbe verändert.

## Ausstattung
1778 erfolgte, in unmittelbarem Anschluss an die Stadtpfarrkirche Oberwölz und die Kirche Maria Altötting in Winklern, die Ausmalung des Kirchenraums durch Joseph Adam von Mölck, der dafür 650 Gulden erhielt. Über dem niedrigen Chorbogen die Kreuzigung. Das Gewölbe zeigt Szenen aus der Legende des  Maximilian von Celeia, im Chor des Heiligen als Wohltäter der Armen, im Turmjoch Maximilian als Erklärer der Schrift sowie im Schiff sein Martyrium und seine Apotheose. Auf der Westseite des Schiffs die Inschrift Diese Kirchen ist gemahlen worden Anno 1778.
Anlässlich einer Restaurierung der Kirche erhielt der Chor 1871 einen vom Grazer Bildhauer Jakob Gschiel ausgeführten neugotischen Hochaltar. Die beiden frühbarocken Seitenaltäre im Schiff stammen von 1678. Eine Glocke nennt Johann Feltl 1833.